# La crociera del terrore
La crociera del terrore (The Last Voyage) è un film del 1960 prodotto, scritto e diretto da Andrew L. Stone.
La trama è stata ispirata dall'incidente che portò all'affondamento del transatlantico italiano Andrea Doria.

## Trama
A bordo del lussuoso transatlantico Claridon, circa 1.500 passeggeri si godono la traversata quando un incendio scoppia nella sala macchine. L'equipaggio riesce a domare le fiamme ma il calore ha fuso una valvola di sicurezza, causando poco dopo l'esplosione della caldaia. L'enorme deflagrazione squarcia diversi ponti della nave, generando il panico tra i passeggeri. Tra i più colpiti c’è la famiglia Henderson: Cliff, sua moglie Laurie e la loro figlia Jill. L’esplosione ha distrutto la loro cabina, separando la bambina dai genitori e intrappolando Laurie sotto una pesante trave metallica. Mentre Cliff lotta disperatamente per liberare la moglie e riunire la famiglia, la situazione a bordo peggiora rapidamente. Il capitano Adams, incerto sulla tenuta del transatlantico, esita a ordinare l'evacuazione immediata, sperando nell'arrivo dei soccorsi. Intanto, l’ingegnere Walsh e il capo macchinista Pringle cercano di contenere l’allagamento ma le pompe non riescono più a contrastare l’acqua che invade la nave. Il Claridon inizia a inclinarsi pericolosamente, mentre la folla impaurita si accalca caoticamente verso le scialuppe di salvataggio. Il marinaio Hank Lawson si distingue per il suo coraggio, mentre il terzo ufficiale Ragland e il primo ufficiale Osborne cercano di mantenere l'ordine. Ma la situazione degenera rapidamente, mettendo a rischio la sopravvivenza di tutti a bordo.

## Distribuzione
Distribuito dalla Metro-Goldwyn-Mayer, il film uscì nelle sale USA il 19 febbraio 1960.

## Curiosità
Per realizzare il suo progetto il produttore e regista Stone noleggiò un vero transatlantico, il francese Île de France, già arrivato in Giappone dove era destinato alla rottamazione, e lo fece realmente affondare (parzialmente) per girare gran parte delle scene.